# الهجارسة (سوهاج)
قرية الهجارسة هي إحدى القرى التابعة لمركز سوهاج بمحافظة سوهاج في جمهورية مصر العربية. حسب إحصاءات سنة 2006، بلغ إجمالي السكان في الهجارسة 3522 نسمة، منهم 1821 رجل و1701 امرأة.